# Tess av d'Urberville (TV-serie)
Tess av d'Urberville är en brittisk TV-serie från 1998. Manuset skrevs av Ted Whitehead baserat på Thomas Hardys roman Tess av d'Urberville från 1891. Serien sändes första gången i svensk TV våren 2000.

## Rollista (i urval)
- Justine Waddell - Tess Durbeyfield
- Jason Flemyng - Alec D'Urberville
- Oliver Milburn - Angel Clare
- John McEnery - Jack Durbeyfield
- Lesley Dunlop - Joan Durbeyfield
- Rosalind Knight - Mrs. D'Urberville
- Anthony O'Donnell - Crick
- Christine Moore - Mrs. Crick